# Suleiman Nyambui
Suleiman Nyambui (13 febbraio 1953) è un ex mezzofondista e maratoneta tanzaniano.
È nato nel Tanganica, all'epoca colonia britannica.

## Palmarès
- Giochi olimpici

Mosca 1980: argento nei 5000 metri piani.
- Giochi panafricani

Algeri 1978: bronzo nei 5000 metri piani.

## Altre competizioni internazionali
1974
- Bronzo al DN Galan ( Stoccolma), 5000 m piani - 13'44"2

1978
- Argento ai Bislett Games ( Oslo), 3000 m piani - 7'40"3

1979
- Bronzo al DN Galan ( Stoccolma), 5000 m piani - 13'20"20

1980
- Bronzo al DN Galan ( Stoccolma), 5000 m piani - 13'21"21

1981
- Oro al DN Galan ( Stoccolma), 10000 m piani - 27'51"73
- 4º all'Athletissima ( Losanna), miglio - 3'51"94

1982
- Oro ai Bislett Games ( Oslo), 3000 m piani - 7'43"12

1986
- 20º al DN Galan ( Stoccolma), 5000 m piani - 13'52"33

1987
- Oro alla Maratona di Berlino ( Berlino) - 2h11'11"
- Oro alla Mezza maratona di Oslo ( Oslo) - 1h02'58"

1988
- Oro alla Maratona di Berlino ( Berlino) - 2h11'45"
- Oro alla Maratona di Stoccolma ( Stoccolma) - 2h14'26"
- Argento alla Mezza maratona di Stoccolma ( Stoccolma) - 1h02'13"

1989
- Argento alla Maratona di Amburgo ( Amburgo) - 2h13'23"
- 5º alla Maratona di Londra ( Londra) - 2h09'52"

1990
- Oro alla Maratona di Mosca ( Mosca) - 2h13'54"
- 12º alla Maratona di Berlino ( Berlino) - 2h13'46"